# Trigonopyren
Trigonopyren là một chi thực vật có hoa trong họ Thiến thảo (Rubiaceae).

## Loài
Chi Trigonopyren gồm các loài: